# Giáo đường Do Thái phố Frankel Leo, Budapest
Giáo đường Do Thái Frankel Leo tọa lạc tại số 49, quận 2, phố Frankel Leo, phía tây thủ đô Budapest, Hungary. Đây là một giáo đường của người Do Thái theo dòng Neolog - cũng là dòng tu Do Thái chủ đạo của cộng đồng Do Thái tại địa phương.

## Lịch sử
Giáo đường Do Thái xây dựng vào năm 1888. Vào những năm 1920, người ta cho xây dựng thêm một tòa nhà lớn hơn bao quanh để bảo vệ và cũng là một tòa nhà công cộng. Trong thế chiến thứ hai, giáo đường Do Thái sử dụng làm chuồng ngựa và tất cả người dân sinh sống tại đây đều hi sinh. Ngày nay, cộng đồng người Do Thái chỉ sở hữu một căn hộ trong tòa nhà cùng với những người nhập cư. Trong sân giáo đường có một đài tưởng niệm, trên đó khắc tên những gia đình Do Thái khỏi nhà vào năm 1944 khi chính quyền trục xuất.

## Cộng đồng
Cộng đồng người Do Thái vẫn hoạt động sôi nổi, tích cực bên trong giáo đường. Họ tổ chức các hoạt động bao gồm Lễ Kabalat Shabbat, Trường học Chủ nhật, Các chương trình giáo dục dành cho người lớn, phong trào thanh niên BBYO (B'nai B'rith Youth Organization) cho thanh thiếu niên, các lễ kỷ niệm và các sự kiện văn hóa phục vụ nhu cầu của các thành viên giáo đường. Cộng đồng Do Thái tại đây có tới 350 gia đình.